# ジグソー・フォーリング・イントゥ・プレイス
「ジグソー・フォーリング・イントゥ・プレイス」（英語: Jigsaw Falling into Place）は、イギリスのロックバンド、レディオヘッドの楽曲。

## 概要
彼らの7thアルバム『イン・レインボウズ』に収録されており、そのファーストシングルカット曲。『タイム』誌の2007年ベストソング・ランキングにおいて5位。

## バックグラウンド
元のタイトルは"Open Pick"で、2006年まではその曲名でライブで演奏されていた。『イン・レインボウズ』の他の楽曲と同じようにライブを繰り返した後にスタジオでアレンジを煮詰め、曲は完成された。
同アルバムの曲の中では特にライブでの再現に苦労した曲の一つで、メンバーがアルバム作成前にライブからデモを録音しナイジェル・ゴッドリッチに聞かせた際に「どこにメロディーがあるのかも分からない雑音だ。」（SPINなど/トム）などとも評されている。アルバム完成後のWebcastライブでもこの曲だけはライブアレンジが煮詰まっていなかったのか、バンドサウンドでは披露されていなかった。その後『イン・レインボウズ』ツアーの中盤からようやくセットリストに加わった。
PVはWebcastでのヘッドカメラを用いたシュールレアリズム的な映像を流用している。監修はアダム・バクストンとガース・ジェニング。メンバーが演奏しているPVは『ザ・ベンズ』のシングル群以来。ヘッドカメラを使用しているので、メンバーの顔が固定されているような状態でかなり映っている。だが、トム以外のメンバーはほとんど無表情である。（トムは最後のシーンで、一瞬だが笑っているのがわかる。）

## サウンドプロダクション・歌詞
レディオヘッドのシングルカットには珍しい速いBPMとせわしないビートが特徴。サンプリングされた低音コーラスや靄のようなオンド・マルトノが雰囲気を出している。
始めはギターアルペジオが先導しながら曲が進み、最後のブリッジでアルペジオのボリュームを一層上げ、そのままリフレインに突入して曲が収束していく。最後のリフレインで歌われる歌詞のフレーズ「ジグソーパズルが収まっていく。もう説明すべきことは何もない～（jigsaw falling into the place～）」が印象的。歪んだギターなどは用いられていないながらもロックフィーリングは強く、ライブで十分なゲイン
を稼ぐことができるトリプルギターバンドならではの曲と言える。

## チャート
| チャート（2008年）               | 最高順位 |
| -------------------------------- | -------- |
| イギリス（全英シングルチャート） | 30       |